# Plein

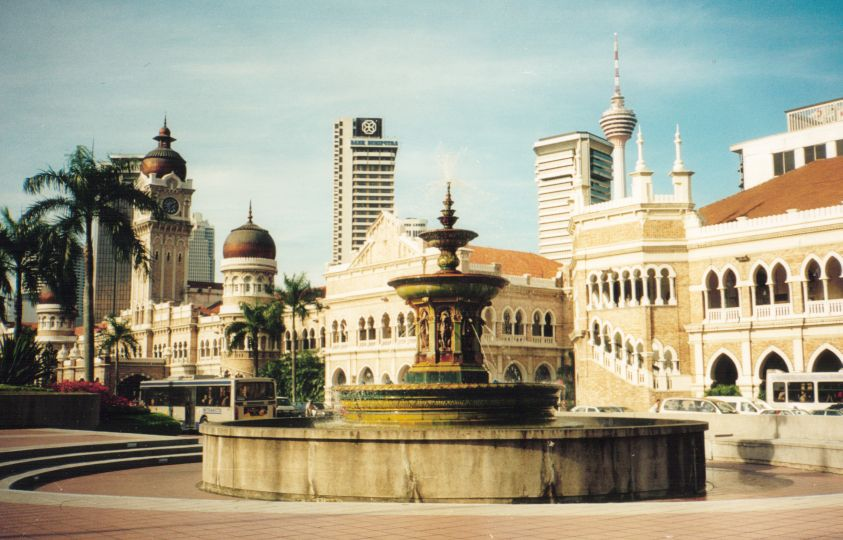
Een plein in Kuala Lumpur

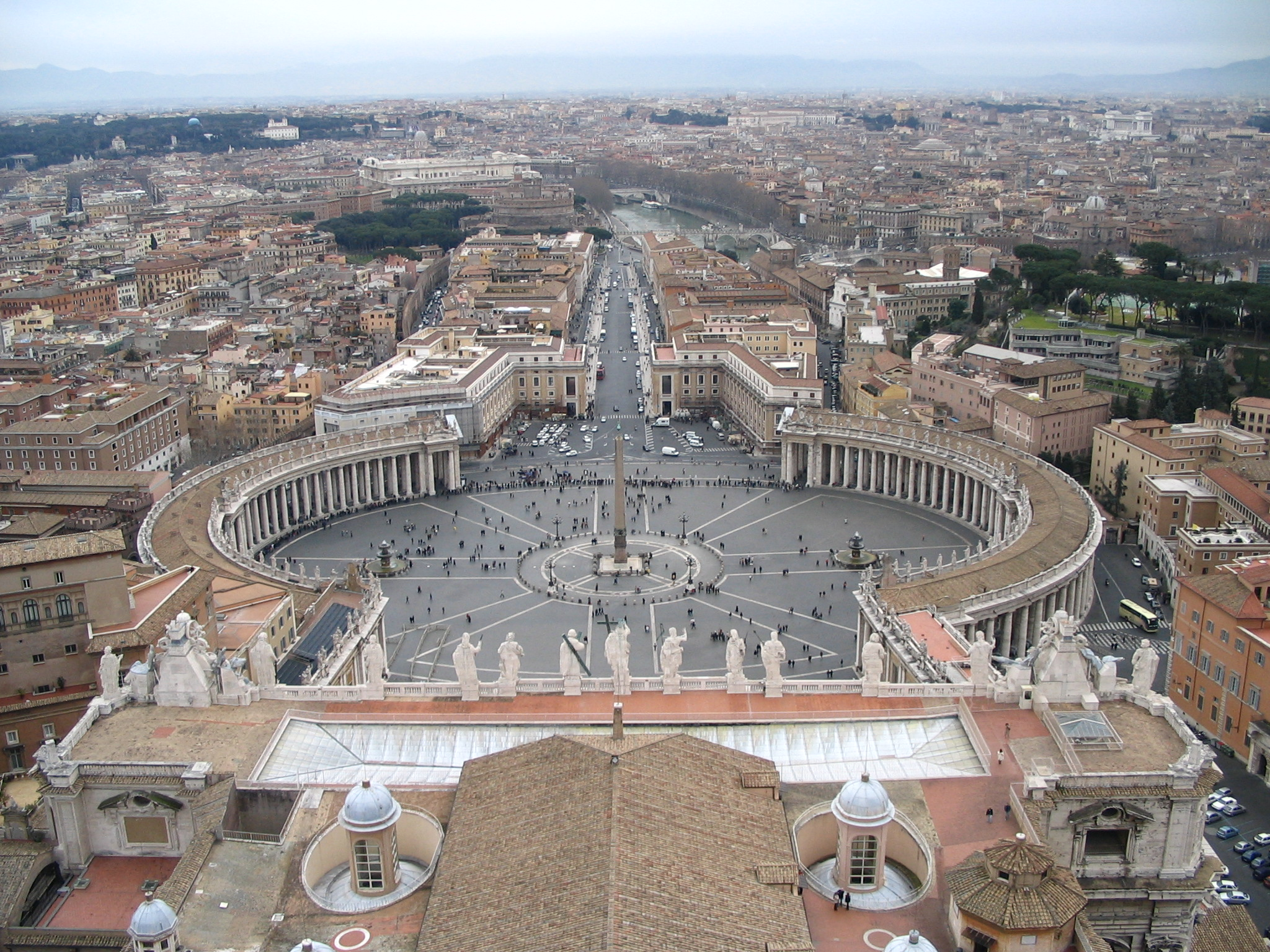
Sint-Pietersplein in Rome

Een plein is een onbebouwde ruimte omgeven door gebouwen en maakt deel uit van het stratennet van een stad of dorp. Pleinen hebben vaak een eigen (straat)naam, maar heten soms ook simpelweg Plein, zoals Plein in Den Haag. Pleinen zijn vaak versierd met beeldhouwwerk, fonteinen, verfraaid straatmeubilair (lantaarnpalen, zitbanken).

## Geschiedenis
In de meeste oude Europese steden zijn pleinen als marktplaatsen ontstaan. Dat kan men nog steeds zien aan de namen die deze pleinen dragen, bijvoorbeeld 'Grote Markt' of 'Vismarkt'. In de 17e en 18e eeuw ontstond een ander type pleinen, die men paleispleinen kan noemen. Zulke pleinen werden voor grote paleizen aangelegd en dienden niet als handelsplaats, maar om de grootsheid van zulke gebouwen te benadrukken (ze werden niet afgeschermd door andere huizen) en om ook om plaats te bieden aan militaire parades, ceremonies e.d. Paleispleinen zijn meestal regelmatiger van vorm dan de oude markten.

## Functies
In architectonisch opzicht dienen pleinen om de stadsstructuur te organiseren. Ze scheppen bijzondere punten in het (anders te homogene) stratenweefsel. Pleinen zijn ook nodig om grote en belangrijke gebouwen, zoals het stadhuis, te benadrukken.
Sommige pleinen bewaren nog steeds hun handelsfunctie. Bovendien worden pleinen ook gebruikt voor openluchtconcerten, festivals, e.d.
Ook verkeersknooppunten worden wel plein of verkeersplein genoemd.